# Brongniartia luisana
Brongniartia luisana är en ärtväxtart som beskrevs av Townshend Stith Brandegee. Brongniartia luisana ingår i släktet Brongniartia och familjen ärtväxter. Inga underarter finns listade i Catalogue of Life.